# Six Degrees of Inner Turbulence (pjesma)
"Six Degrees of Inner Turbulence" je šesta i posljednja pjesma s istoimenog albuma, Six Degrees of Inner Turbulence (izdan 2002. godine), američkog progresivnog metal sastava Dream Theater. Ujedno je i najduža skladba sastava s trajanjem od 42 minute. Tekst pjesme napisali su John Petrucci i Mike Portnoy. Osim na studijskom izdanju, pjesma je u cijelosti odsvirana i na uživo izdanju Score.

## Popis pjesama
Skladba je podijeljena u osam dijelova radi lakšeg preslušavanja.
- I. Overture – 6:50 (Dream Theater, instrumental)
- II. About to Crash – 5:51 (Dream Theater, Petrucci)
- III. War Inside My Head – 2:08 (Dream Theater, Portnoy)
- IV. The Test That Stumped Them All – 5:03 (Dream Theater, Portnoy)
- V. Goodnight Kiss – 6:17 (Dream Theater, Portnoy)
- VI. Solitary Shell – 5:48 (Dream Theater, Petrucci)
- VII. About to Crash (Reprise) – 4:05 (Dream Theater, Petrucci)
- VIII. Losing Time / Grand Finale – 6:01 (Dream Theater, Petrucci)

## Izvođači
- James LaBrie - vokali
- John Petrucci - električna gitara
- John Myung - bas-gitara
- Mike Portnoy - bubnjevi
- Jordan Rudess - klavijature

## Vanjske poveznice
- Službene stranice sastava Dream Theater